# 語法突顯
（又称语法加亮）

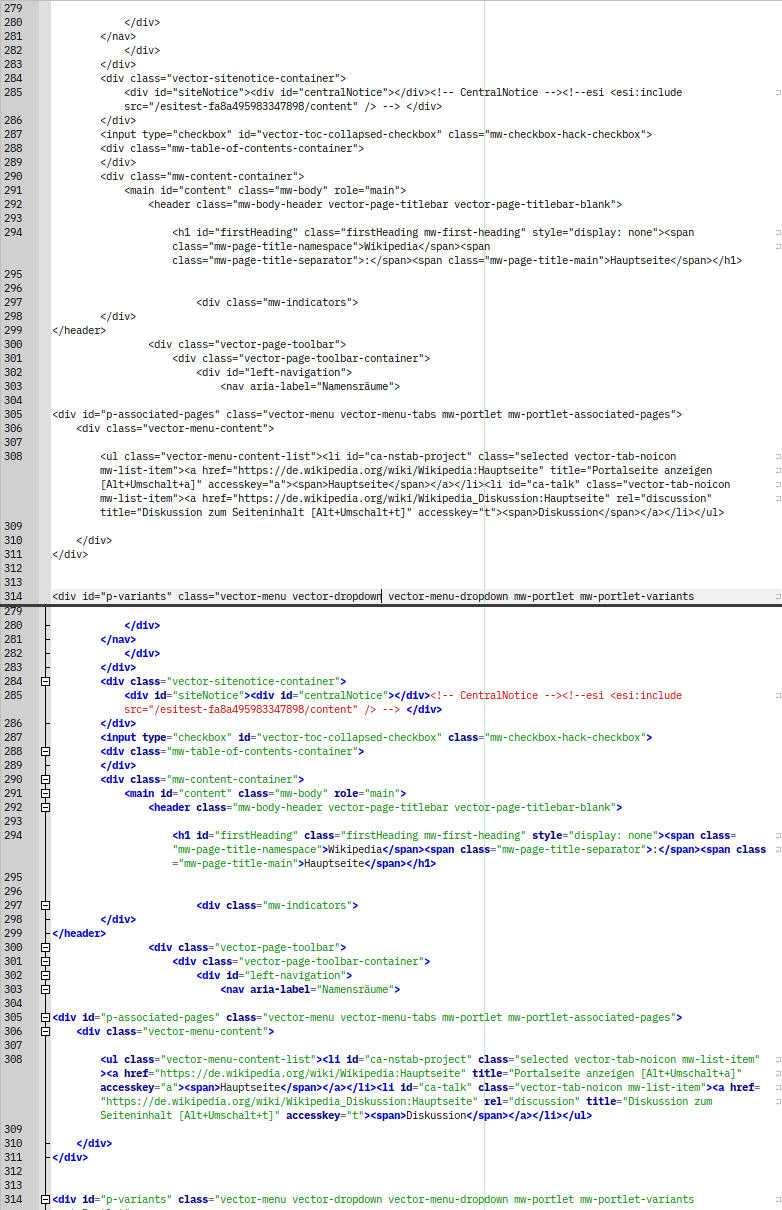
语法凸显效果

，是指根據術語（關鍵字）類別來顯示不同的顏色与字體以增强可读性的一种编辑器特性。
这种功能可改善人对编辑器中内容（通常为源代碼）的可讀性，進而降低因出现誤讀或誤寫而出现错误的几率。

## 範例
下面是一例C++的語法突顯范例：
```
// Allocate all the windows

for
 
(
int
 
i
 
=
 
0
;
 
i
 
<
 
max
;
 
i
++
)
 
{

    
pWins
[
i
]
 
=
 
new
 
Window
();

}

```

在這個範例中，編輯器辨認出關鍵字為for，int和new，并辨認出變數的名字i，pWins和max，相應地將它們以高亮颜色顯示，註解则以灰色（或異於關鍵字的颜色）顯示，以避免與程式碼相混淆。
下面是一个關於Python的例子：
```
#Allocate all the windows

for
 
i
 
in
 
range
(
1
,
 
11
):

   
print
(
i
)

```

基本上现代专业的代碼編輯器都支援語法突顯功能，並且支援重新定義語法突顯功能。亦有不少常规文本编辑器支持这种功能。

## 外部連結
- GeSHi - Generic Syntax Highlighter （页面存档备份，存于）
- Pygments - Python syntax highlighter （页面存档备份，存于）
- 程式碼高亮 （页面存档备份，存于）